# Pindo (fiume)
Il Pindo (in greco: Πίνδος), era un fiume dell'antica regione della Doride, situato in Grecia. Affluente del Cefisso nei pressi della città di Lilea, la sua valle costituiva la patria dei Dori.

## Fonti
- (EN) Dizionario geografico greco-romano